# Heusden (ort i Belgien)
Heusden är en ort i Belgien.   Den ligger i provinsen Limburg och regionen Flandern, i den nordöstra delen av landet, 70 km öster om huvudstaden Bryssel. Heusden ligger 39 meter över havet och antalet invånare är 31 017.
Terrängen runt Heusden är platt. Runt Heusden är det tätbefolkat, med 659 invånare per kvadratkilometer.. Närmaste större samhälle är Hasselt, 12,4 km söder om Heusden. 
I omgivningarna runt Heusden växer i huvudsak blandskog.